# Туманное
Туманное (хак. Тубаннығ) — село в Боградском районе Республики Хакасия Российской Федерации. Входит в состав Сонского сельского поселения. В селе расположен железнодорожный разъезд Туманный.

## География
С запада примыкает к границе муниципального образования Город Сорск
Через село протекает р.Бюря.
Урочище «Озеро Дикое» находится в 3-х км от разъезда «Туманный», разъезд по направлению на север.

## Население
| 2002 | 2010 |
| ---- | ---- |
| 5    | ↗10  |

## История
Название населённого пункта произошло из-за частых туманов в данной местности по причине обилия влаги от водных источников (его дали строители железной дороги, прокладывающие здесь путь в 1923 году).

## Экономика
- Центр реабилитации Фонда социального страхования Российской Федерации «Туманный», специализирующийся на радонолечении. В 3 км от Центра расположено озеро Дикое, на дне которого имеются выходы радоновых вод.